# Scottish League One 2019/20
Die Scottish League One wurde 2019/20 zum siebten Mal als dritthöchste Fußball-Spielklasse der Herren in Schottland ausgetragen. Die Liga wurde offiziell als Ladbrokes Scottish League One ausgetragen. Die Liga war nach der Premiership und Championship eine der vier Ligen in der 2013 gegründeten Scottish Professional Football League. Gefolgt wurde die League One von der League Two. Die Saison wurde von der Scottish Professional Football League geleitet und ausgetragen und begann am 3. August 2019. Die Spielzeit sollte mit dem 36. Spieltag am 2. Mai 2020 enden.
In der Saison 2019/20 sollten zehn Klubs in insgesamt 36 Spieltagen gegeneinander antreten. Jedes Team sollte jeweils zweimal zu Hause und auswärts gegen jedes andere Team spielen. Als Aufsteiger aus der letztjährigen League Two nahmen der FC Peterhead und FC Clyde an der League One teil. Als Absteiger aus der vorherigen Championship kam der FC Falkirk.
Aufgrund der COVID-19-Pandemie wurde die Saison im April 2020 vorzeitig abgebrochen.
Die Raith Rovers wurden zum Meister und Aufsteiger in die zweite Liga erklärt. Die Auf- und Abstiegsrelegation fiel aus. Der letztplatzierte FC Stranraer wurde zum Absteiger erklärt.

## Vereine

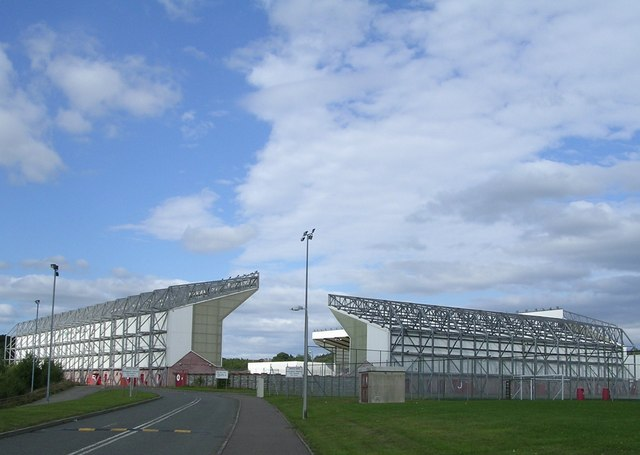
Broadwood Stadium

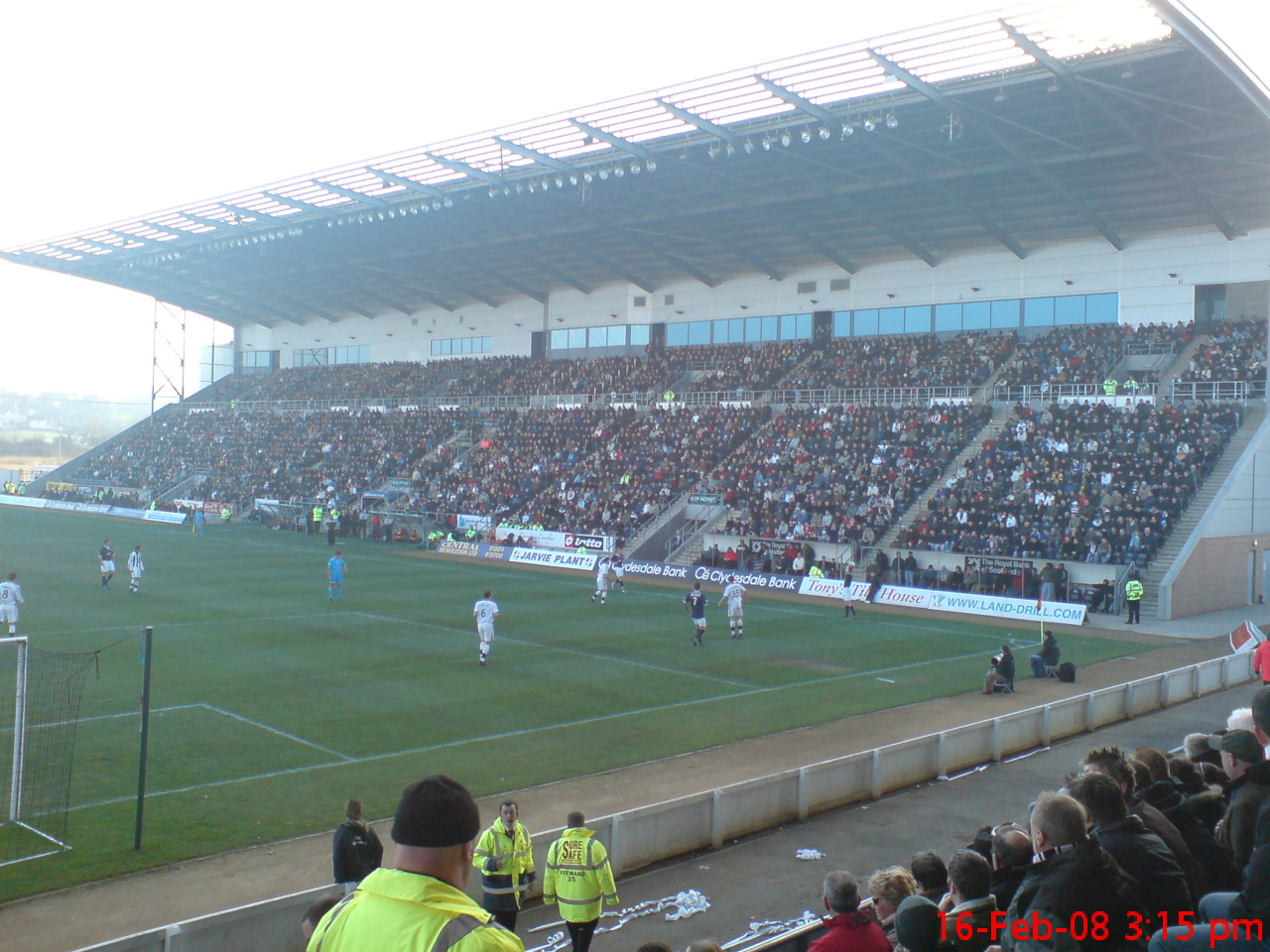
Falkirk Stadium

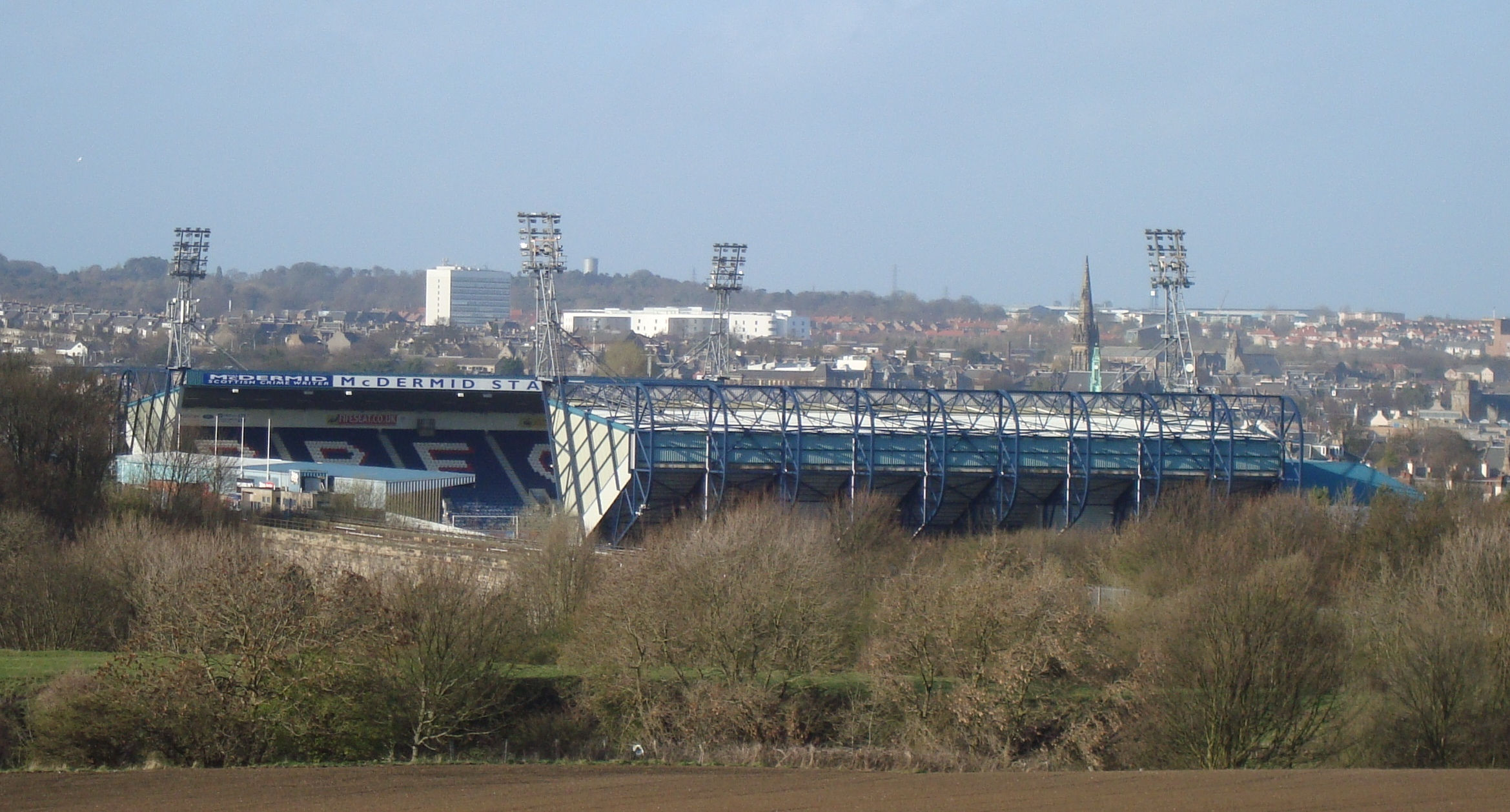
Stair Park

| Verein           | Stadt       | Stadion                              | Kapazität |
| ---------------- | ----------- | ------------------------------------ | --------- |
| Airdrieonians FC | Airdrie     | Excelsior Stadium                    | 10.101    |
| FC Clyde         | Cumbernauld | Broadwood Stadium                    | 08.086    |
| FC Dumbarton     | Dumbarton   | The Cheaper Insurance Direct Stadium | 02.020    |
| FC East Fife     | Methil      | Bayview Stadium                      | 01.980    |
| FC Falkirk       | Falkirk     | Falkirk Stadium                      | 07.937    |
| FC Montrose      | Montrose    | Links Park                           | 04.936    |
| Forfar Athletic  | Forfar      | Station Park                         | 06.777    |
| FC Peterhead     | Peterhead   | Balmoor Stadium                      | 03.150    |
| FC Stranraer     | Stranraer   | Stair Park                           | 04.178    |
| Raith Rovers     | Kirkcaldy   | Stark’s Park                         | 08.867    |

## Statistiken

### Abschlusstabelle
| Pl.         | Verein           | Sp. | S  | U  | N  | Tore    | Diff. | Punkte |
| ----------- | ---------------- | --- | -- | -- | -- | ------- | ----- | ------ |
| 1.          | Raith Rovers     | 28  | 15 | 8  | 5  | 049:330 | +16   | 53     |
| 2.          | FC Falkirk (A)   | 28  | 14 | 10 | 4  | 054:180 | +36   | 52     |
| 3.          | Airdrieonians FC | 28  | 14 | 6  | 8  | 038:270 | +11   | 48     |
| 4.          | FC Montrose      | 28  | 15 | 2  | 11 | 048:380 | +10   | 47     |
| 5.          | FC East Fife     | 28  | 12 | 9  | 7  | 044:360 | +8    | 45     |
| 6.          | FC Dumbarton     | 28  | 11 | 5  | 12 | 035:440 | −9    | 38     |
| 7.          | FC Clyde (N)     | 28  | 9  | 7  | 12 | 035:430 | −8    | 34     |
| 8.          | FC Peterhead (N) | 27  | 7  | 5  | 15 | 030:440 | −14   | 26     |
| 9.          | Forfar Athletic  | 28  | 6  | 6  | 16 | 026:470 | −21   | 24     |
| 10.         | FC Stranraer     | 27  | 2  | 10 | 15 | 028:570 | −29   | 16     |
| Stand: Ende |                  |     |    |    |    |         |       |        |

Platzierungskriterien: 1. Punkte – 2. Tordifferenz – 3. geschossene Tore – 4. Direkter Vergleich (Punkte, Tordifferenz, geschossene Tore)
| Zum Saisonende 2019/20:                                                                      |                                                 |
| Aufsteiger in die Scottish Championship 2020/21 Absteiger in die Scottish League Two 2020/21 |                                                 |
|                                                                                              |                                                 |
| Zum Saisonende 2018/19:                                                                      |                                                 |
| (A)                                                                                          | Absteiger aus der Scottish Championship 2018/19 |
| (N)                                                                                          | Aufsteiger aus der Scottish League Two 2018/19  |